# Europees kampioenschap gewichtheffen 1896
Het Europees kampioenschap gewichtheffen 1896 was een kampioenschap voor gewichtheffers. De eerste editie van de Europese kampioenschappen vond plaats in het Nederlandse Rotterdam op 9 maart 1896.

## Geschiedenis
Het kampioenschap vond plaats zonder gewichtslimieten. De Duitser Hans Beck won er goud. Bezijden de medaillewinnaars is er weinig informatie over dit EK bewaard gebleven.

## Resultaten
| Gewichtsklasse | Goud      | Zilver       | Brons    |
| -------------- | --------- | ------------ | -------- |
| Open           | Hans Beck | Peter Schons | onbekend |